# زوج كينماتي

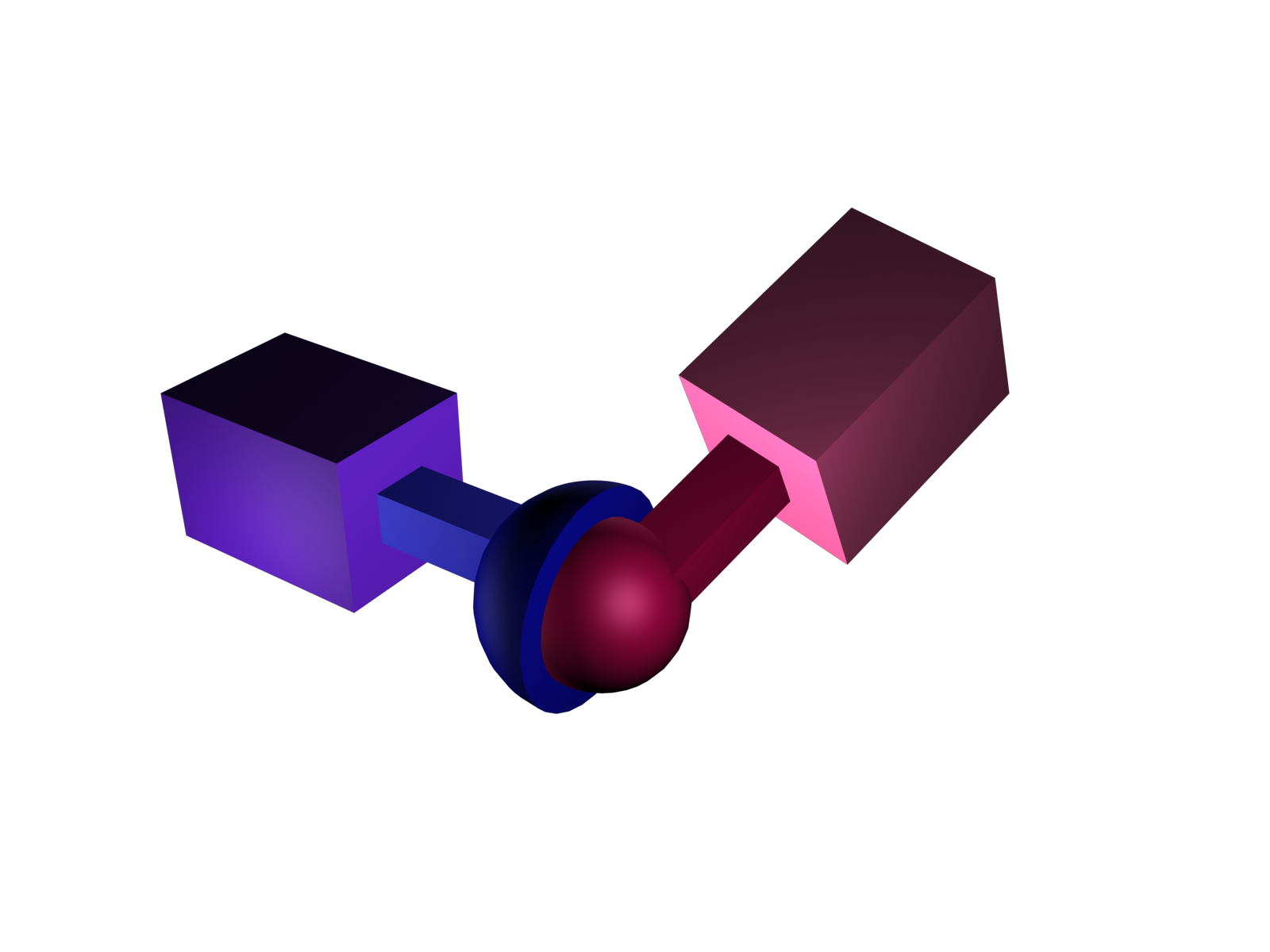

الزوج الكينماتي هو الاتصال بين جسمين يفرض قيودًا على حريةِ حركتهما النسبية.  قدم فرانس رولوا الزوج الكينماتي كمقاربةٍ جديدة لدراسةِ الآلات والذي تفوق على فكرةِ أن العناصر مكونة من آلات بسيطة.
يقدم هارتنبرج و دينافيت (Hartenberg & Denavit) تعريف للزوج الكينماتي:
في شأنِ الروابط بين الأجسام الصلبة، تَعرَف رولوا على نَوعَين، أطلق عليهم الأزواج العليا والدنيا (للعناصر). بالنسبةِ للأزواج العليا، يكون العنصران في اتصالٍ عند نقطةٍ أو على طولِ خطٍ، كما في الآلات التي تعمل على رولمان بلي أو على حدبةِ أقراص وتابعها؛ تتباين بها الحركات النسبية للنقاط المتزامنة. الأزواج الدنيا هي التي يمكن تصور نقطة الاتصال بها، كما في مفاصل الوصلات السنية، ومفاصل الوصلات الرئيسية، ومفاصل الكرة والمقبس وغيرها؛ فمن روابطها، تتماثل الحركات النسبية للنقاط المتزامنة للعناصر، ولا يُغير تبادل العناصر من وصلةٍ إلى الأخرى الحركة النسبية للأجزاء كما الحال مع الأزواج العليا.
الزوج الأدنى: الزوج الأدنى هو المفصل المثالي الذي يُقَيد الاحتكاك بين نقطةٍ، أو خطٍ، أو مساحةٍ في الجسمِ المتحرك، وبين نقطةٍ أو خطٍ أو مساحةٍ بالجسمِ الثابت.
والزوج الأدنى هو الذي يحدث به اتصال سطحي أو مساحي بين عضوين، على سبيل المثال: يُستخدم المفصل الموحد، الصامولة والمسمار، في التوصيل بين عمودي الداسرة.
ولدينا الحالات التالية:
- يتطلب الزوج الملتف، أو المفصل الرزي أن يبقي خط في الجسم المتحرك متداخلاً مع خط في الجسم الثابت، وأن تبقى مساحة متعامدة مع هذا الخط في الجسم المتحرك على اتصالٍ دائم مع مساحة متعامدة مماثلة في الجسمِ الثابت.  مما يفرض خمسة قيود على الحركةِ النسبية للوصلات، والتي بالتالي لها درجة واحدة من الحرية.
- المفصل المنشوري، أو المنزلق، يتطلب أن يبقى خط في الجسم المتحرك متداخلاً مع خطٍ في الجسم الثابت، وأن تبقى مساحة متوازية مع هذا الخط في الجسم المتحرك على اتصالٍ دائم مع مساحة متوازية مماثلة في الجسمِ الثابت.  مما يفرض خمسة قيود على الحركةِ النسبية للوصلات، والتي بالتالي لها درجة واحدة من الحرية.
- يتطلب الزوج المسماري روابط قطع في وصلتين، حتى يكون هناك حركة ملتفة وانزلاقية بينهم. وهذا المفصل له درجة واحدة من الحرية.
- يتطلب المفصل الأسطواني بقاء خط في الجسم المتحرك متداخلاً مع خط في الجسم الثابت.  وهو خليط من المفصل الملتف والمفصل المنزلق.  وهذا المفصل له درجتان من الحرية.
- يتطلب المفصل الدائري، أو المفصل الكروي، بقاء نقطة في الجسم المتحرك على اتصالٍ دائم مع نقطة في الجسم الثابت.  وهذا المفصل له ثلاث درجاتٍ من الحرية.
- يتطلب المفصل المسطح بقاء مساحة في الجسم المتحرك على اتصالٍ دائم مع مساحة في الجسم الثابت.  وهذا المفصل له ثلاث درجاتٍ من الحرية.

وبشكلٍ عام الأزواج العليا:، فإن الزوج الأعلى هو تقييد يتطلب بقاء منحنى أو سطح في الجسم المتحرك على اتصالٍ دائم مع منحنى أو سطح في الجسم الثابت.   على سبيل المثال، يعتبر الاتصال بين الحدبة وتابعها زوجًا أعلى يُسمي مفصل حدبي.  وبالمثل، يعتبر الاتصال بين المنحنيات المطوية التي تُشكل أسنان ترسين مفاصل حدبية.
الزوج الأعلى هو الذي يحدُث به اتصال نقطة أو خط، على سبيل المثال حدبة الأقراص والتابع، والعجلة المتدحرجة على السطح.
المفصل الملتف: المفصل الملتف هو تقييد يضم سيور، وسلاسل، ومثلها من الأجهزة. ومثال على هذا الزوج البكرة التي يُحركها سير.